# Архивные издания Украины
Архивные издания Украины — публикации исторических источников, сборников документов по истории социально-экономической, политической, культурной и художественной жизни украинского народа, осуществляемые государственными архивными учреждениями и рукописными изданиями библиотек и музеев по результатам проведения научно-исследовательских работ.
Систематическое издание исторических источников началось на Украине во 2-й половине XIX века. Среди изданий досоветских времён выдающееся место занимает «Архив Юго-Западной России» (8 частей, 35 томов), издававшийся в Киеве в течение 1859—1914 годов Временной комиссией по упорядочению древних актов при Киевском, Подольском и Волынском генерал-губернаторе. Петербургская археографическая комиссия, основанная при Министерстве народного образования, в течение 2-й половины XIX века также публиковала источники и памятники по истории Украины: «Акты Западной России» (Санкт-Петербург, 1846-53, т. 1-5), «Акты Южной и Западной России» (Санкт-Петербург, 1863-92, т. 1-15) и др. К середине 1880-х годов значительных результатов в деле составления и публикации архивных документов достигли губернские учёные архивные комиссии, организованные с целью сбора и систематизации документальных материалов.
Большое количество архивных источников, а также научных статей по истории, теории и практики архивного дела, источниковедения, специальных исторических дисциплин были опубликованы в советское время: в историко-архивоведческих журналах «Архівна справа» (Харьков, 1926-31), «Радянський архів» (Харьков, 1931-32), «Бюлетень Центрального архівного управління УСРР» (до 1932), «Архив Советской Украины» (Харьков, 1932-33), «Літопис революції» (Харьков, 1922-33), непериодическом сборнике «Історичні джерела та їх використання» (Киев, 1964-68) и др.
С 1947 издается научно-информационный бюллетень «Архіви України». Журнал публикует исторические источники, обзоры документальных материалов, статьи, сообщения и другие материалы по истории Украины, по вопросам архивоведения, археографии, источниковедения, сфрагистики, геральдики и других специальных исторических дисциплин.
С целью ознакомления исследователей с содержанием фондов государственных архивов архивных управлений, а также рукописными изданиями библиотек, музеев и других научных учреждений выдаются путеводители, справочники, обзоры, описания, информационные бюллетени и тому подобное.